# RTON Lublin-Raabego
Radiowo Telewizyjny Ośrodek Nadawczy Lublin-Raabego – wieża radiowa o wysokości 104 metrów znajdująca się w Lublinie przy ulicy Henryka Raabego. Właścicielem jest EmiTel Sp. z o.o.

## Parametry
- Wysokość posadowienia podpory anteny: 189 m n.p.m.
- Wysokość zawieszenia systemów antenowych: Radio: 95, TV: 66, 89 m n.p.t.

## Transmitowane programy

### Nienadawane analogowe programy telewizyjne
Programy telewizji analogowej wyłączone zostały 17 czerwca 2013 roku.
| LP | Program | Właściciel         | Częstotliwość | Kanał | Moc nadajnika | Polaryzacja |
| -- | ------- | ------------------ | ------------- | ----- | ------------- | ----------- |
| 1  | TVN     | TVN S.A.           | 631,25 MHz    | 41    | 1 kW          | pozioma     |
| 2  | TV4     | Polskie Media S.A. | 759,25 MHz    | 57    | 1 kW          | pozioma     |

### Programy radiowe
| LP | Program     | Właściciel                                                          | Częstotliwość | Moc nadajnika |
| -- | ----------- | ------------------------------------------------------------------- | ------------- | ------------- |
| 1  | Radio Freee | Polskie Radio – Regionalna Rozgłośnia w Lublinie "Radio Freee" S.A. | 89,9 MHz      | 1 kW          |
| 2  | Radio 92,9  |                                                                     | 92,9 MHz      | 0,5 kW        |
| 3  | RMF Classic | Opera FM sp. z o.o.                                                 | 107,6 MHz     | 0,1 kW        |

### Programy radiowe – cyfrowe
| Skład multipleksu | Częstotliwość | Kanał | Moc nadajnika | Polaryzacja | Kierunkowość | Kompresja      |
| --- | ------------- | ----- | ------------- | ----------- | ------------ | -------------- |
| DAB+ - Polskie Radio Program I - Polskie Radio Program II - Polskie Radio Program III - Czwórka - Radio Poland - Program IV Polskie Radio 24 - Polskie Radio Chopin - Polskie Radio Dzieciom - Radio Lublin | 218,640 MHz   | 11B   | 0,8 kW        | pionowa     | kierunkowa   | AAC/AAC+/AAC++ |

MUX 4 Telewizja Mobilna
| Nazwa multipleksu            | Częstośliwość | Kanał | Moc nadajnika | Polaryzacja | Kompresja | Rodzaj szyfrowania |
| ---------------------------- | ------------- | ----- | ------------- | ----------- | --------- | ------------------ |
| Multipleks Cyfrowego Polsatu | 586 MHz       | 35    | 1 kW          | pionowa     | MPEG-4    | Irdeto 3           |

### Programy telewizyjne – cyfrowe
| Nazwa multipleksu | Częstotliwość | Kanał | Moc nadajnika | Polaryzacja | Kompresja |
| ----------------- | ------------- | ----- | ------------- | ----------- | --------- |
| MUX 3             | 490 MHz       | 23    | 1 kW          | pionowa     | MPEG-4    |